# Lasaeola okinawana
Lasaeola okinawana är en spindelart som först beskrevs av Yoshida och Ono 2000.  Lasaeola okinawana ingår i släktet Lasaeola och familjen klotspindlar. Inga underarter finns listade i Catalogue of Life.